# Grand Prix Las Vegas Formuły 1
Grand Prix Las Vegas – wyścig organizowany w ramach Mistrzostw Świata Formuły 1 w sezonach 1981 i 1982 i od 2023.

## Historia
Gdy z kalendarza usunięto tor Watkins Glen, Formuła 1 kontynuowała swoją ekspansję na wschodzie Stanów Zjednoczonych poprzez utworzenie wyścigu w Las Vegas. Nowy wyścig kończył sezon 1981, podczas gdy rozpoczynał go wyścig w Long Beach (Grand Prix Stanów Zjednoczonych). Grand Prix nie było popularne wśród kierowców, głównie z powodu panujących na pustyni upałów. Tor tworzył parking hotelu Caesar's Palace i jak na tymczasowy obiekt był bardzo dobrze przygotowany. Był wystarczająco szeroki aby umożliwić wyprzedzanie, posiadał pobocza i gładką powierzchnię. Jednak z powodu poruszania się po torze w kierunku przeciwnym do ruchu wskazówek zegara był on bardzo obciążający dla karków kierowców. Po wyścigu, w którym Nelson Piquet zajął piąte miejsce dające mu jego pierwszy tytuł mistrza świata, musiał dochodzić do siebie przez 15 minut z powodu wycieńczenia. W sezonie 1982 wyścig wygrał Michele Alboreto, startujący dla zespołu Tyrrell. Było to ostatnie Grand Prix Formuły 1 w tym miejscu, ponieważ wyścig nie cieszył się zainteresowaniem potencjalnych widzów.
31 marca 2022 podpisano porozumienie, w myśl którego Grand Prix Las Vegas będzie rundą Mistrzostw Świata Formuły 1 od sezonu 2023. Wyścig odbędzie się w nocy w sobotę. Eliminacja zostanie rozegrana na ulicznym torze, prowadzącym m.in. przez Las Vegas Strip. Grand Prix Las Vegas zostało najnowszym wyścigiem w Formule 1 rozgrywanym w nocy, a także pierwszym który został rozegrany w Sobotę. Spowodowane było to dopasowaniem się do strefy czasowej w Europie.

## Zwycięzcy Grand Prix Las Vegas
| Sezon       | Kierowca         | Konstruktor                | Tor                     |               |
| ----------- | ---------------- | -------------------------- | ----------------------- | ------------- |
| 1981        | Alan Jones       | Williams-Ford              | Caesars Palace          | Wyniki        |
| 1982        | Michele Alboreto | Tyrrell-Ford               | Caesars Palace          | Wyniki        |
| 1983 – 2022 | nie rozegrano    | nie rozegrano              | nie rozegrano           | nie rozegrano |
| 2023        | Max Verstappen   | Red Bull Racing-Honda RBPT | Las Vegas Strip Circuit | Wyniki        |
| 2024        | George Russell   | Mercedes                   | Las Vegas Strip Circuit | Wyniki        |
| Sezon       | Kierowca         | Konstruktor                | Tor                     |               |

Liczba zwycięstw (kierowcy):
- 1 – Michele Alboreto, Alan Jones, George Russell, Max Verstappen

Liczba zwycięstw (producenci podwozi):
- 1 – Mercedes, Red Bull Racing, Tyrrell, Williams,

Liczba zwycięstw (producenci silników):
- 2 – Ford
- 1 - Mercedes, Honda RBPT